# Park při ulici Goyki
Park při ulici Goyki, polsky Park przy ul. Goyki, Park na Goyki či Park grodowy Sopot, je veřejný městský park ve čtvrti Dolny Sopot ve městě Sopoty v Pomořském vojvodství v Polsku.

## Další informace
Park při ulici Goyki vznikl v 19. století na vyvýšeném návrší a jsou v něm památkově chráněné stromy, z nichž nejvýznamnější je rozměrná lípa malolistá (Tilia cordata). Populární je také stromový tunel. Místo je celoročně volně přístupné, sadařsky udržované. V centru parku je vysoký památkově chráněný dům z roku 1894, tzv. vila Fryderyka Wilhelma Jüncke (Willa Fryderyka Wilhelma Jüncke) s věží.

## Galerie

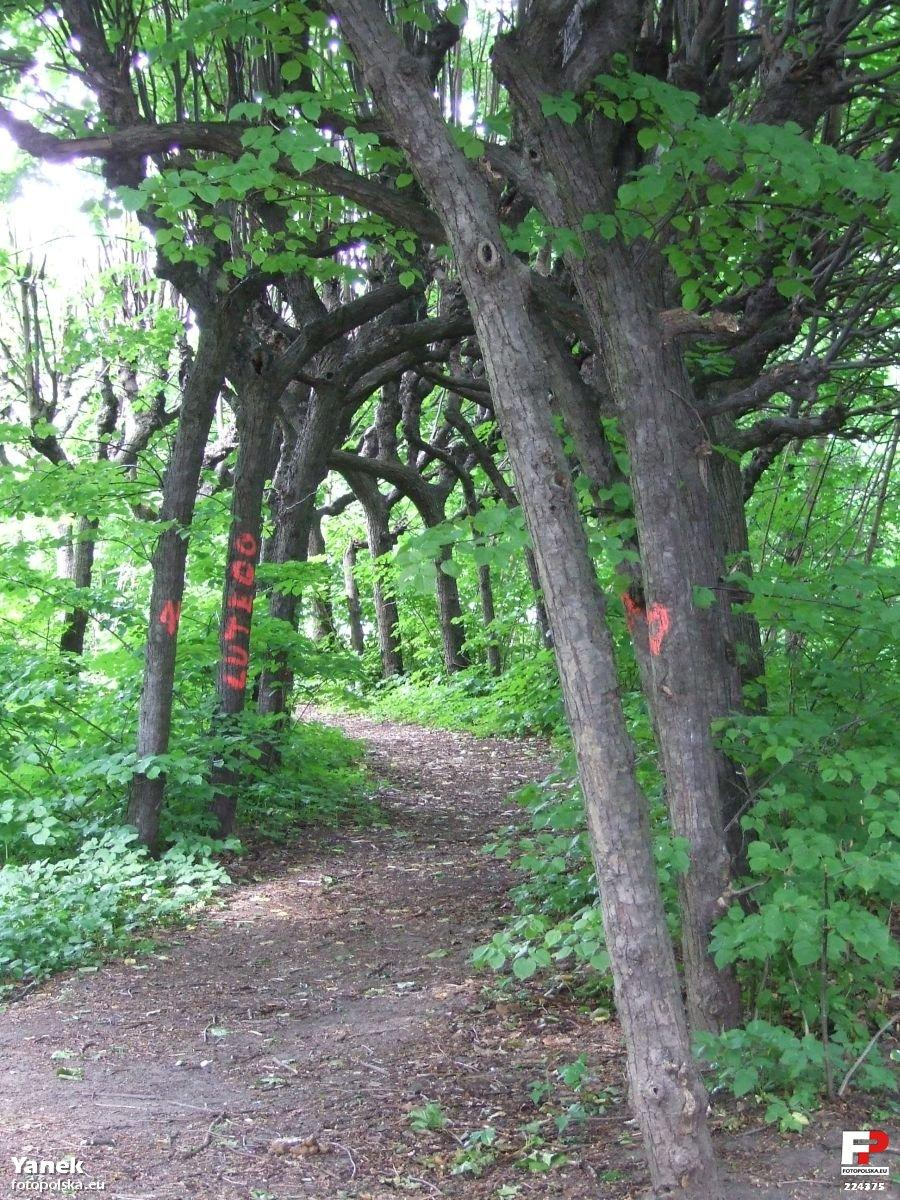
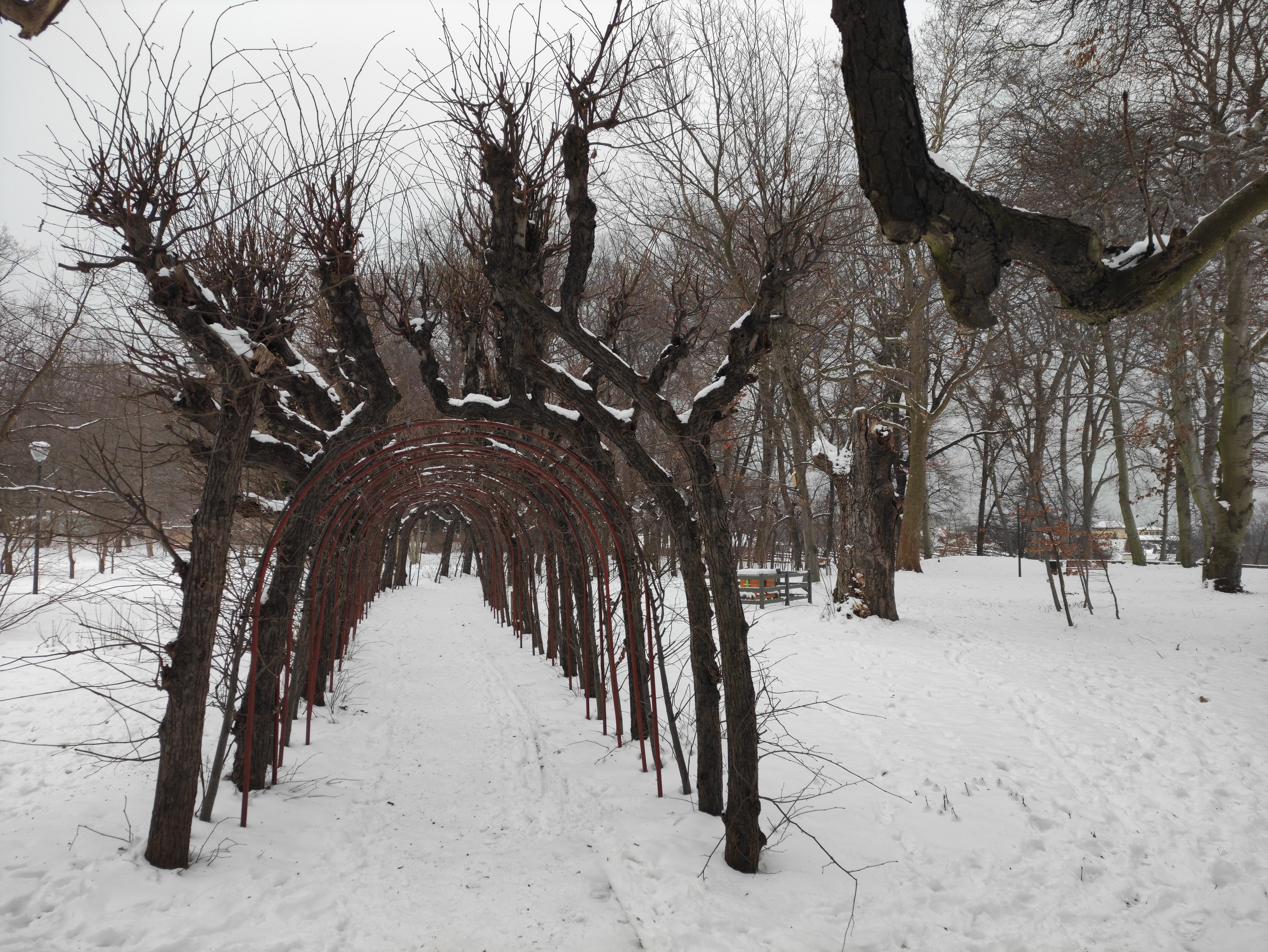
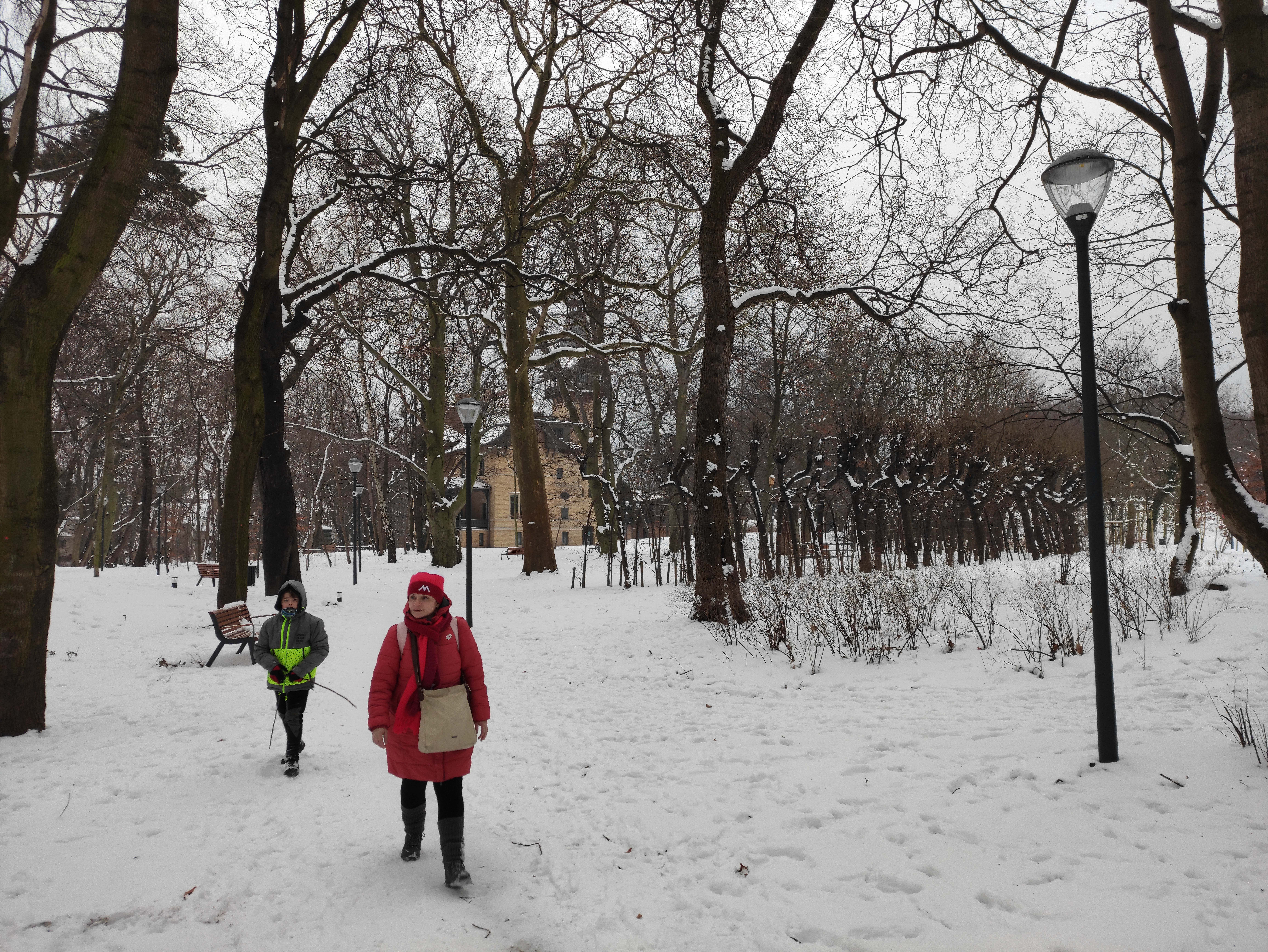
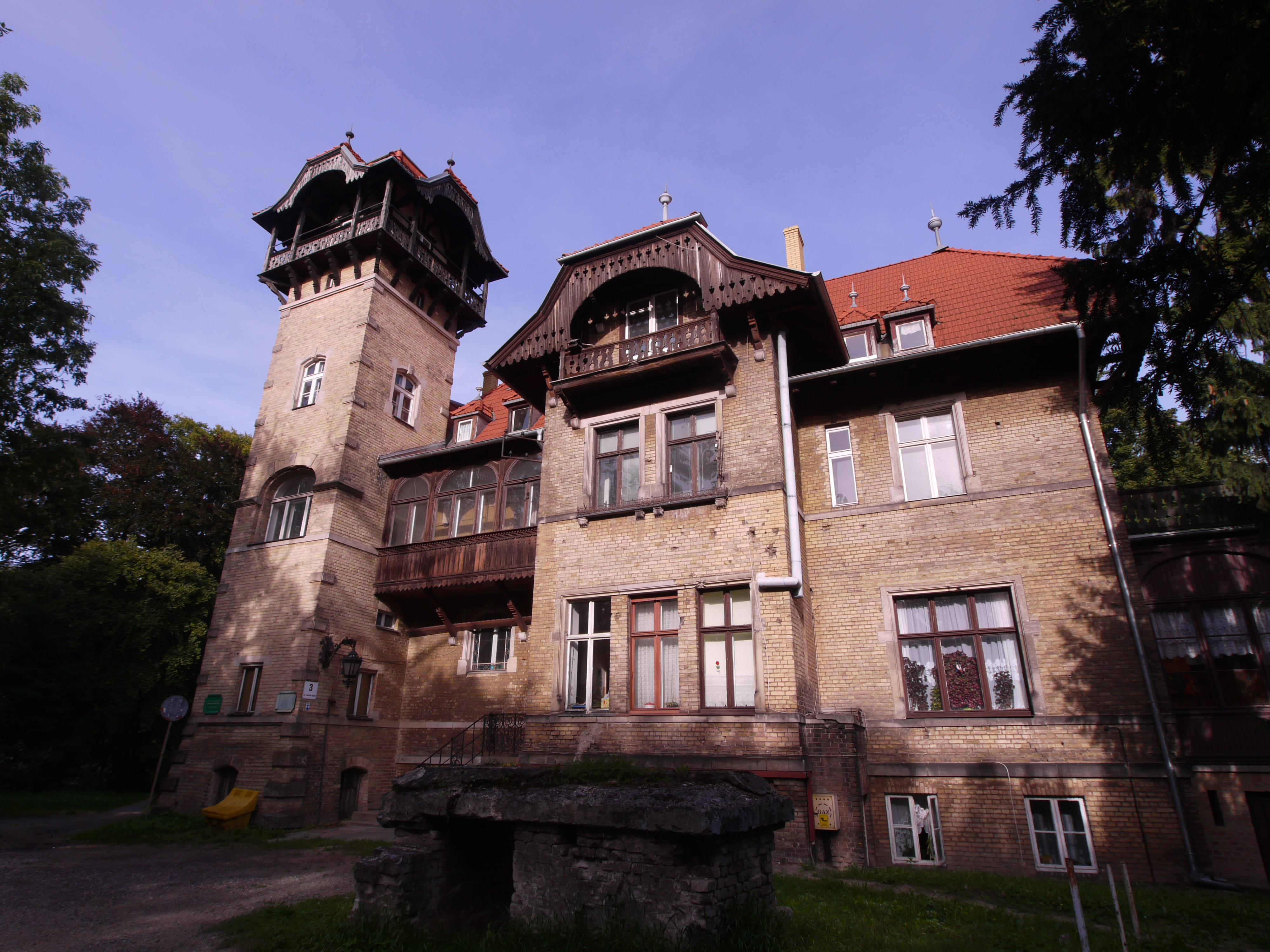
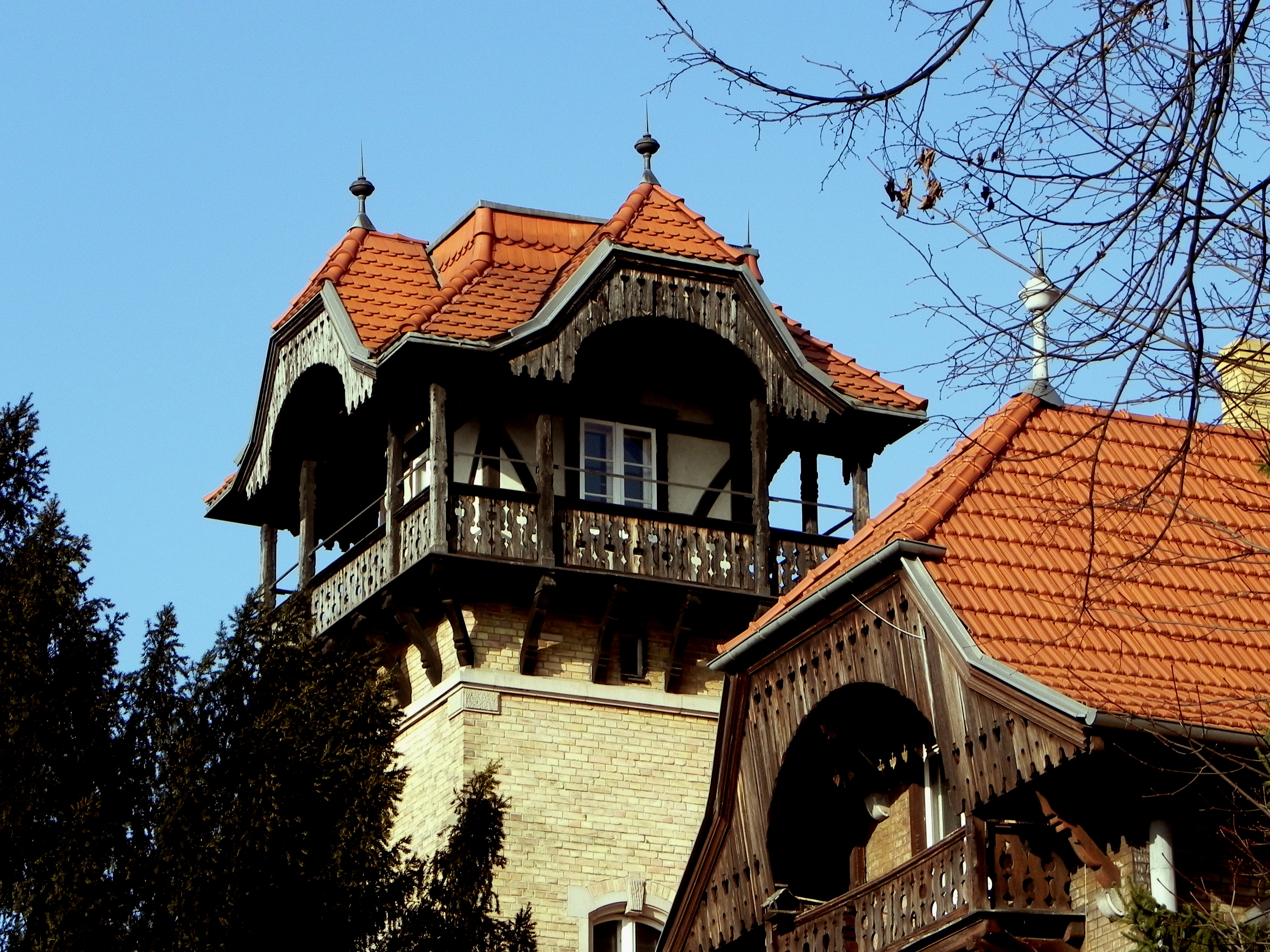
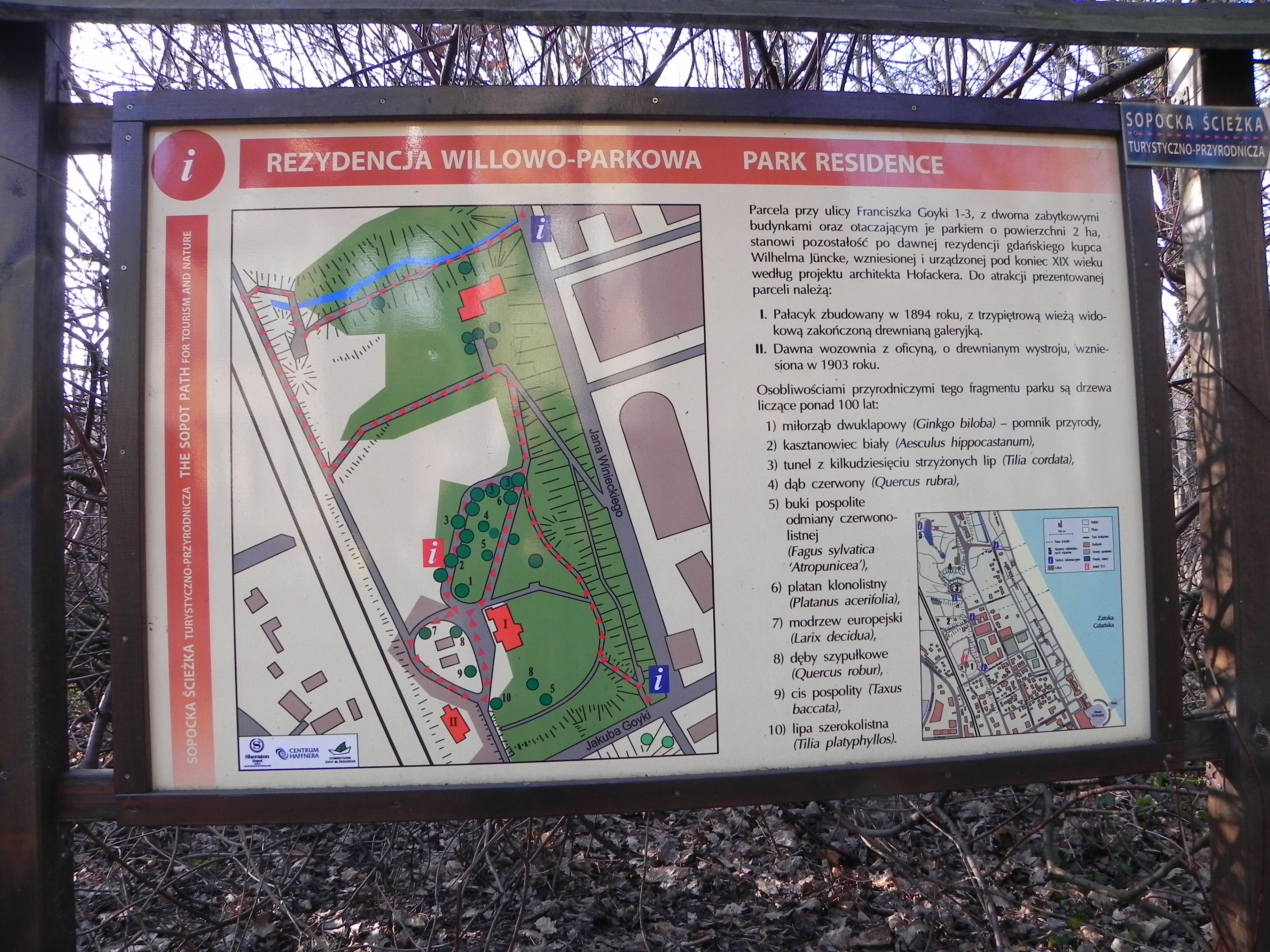